# Machimus araxanus
Machimus araxanus är en tvåvingeart som beskrevs av Richter 1963. Machimus araxanus ingår i släktet Machimus och familjen rovflugor. Inga underarter finns listade i Catalogue of Life.